# Gordon Brown
James Gordon Brown (Glasgow, 20 febbraio 1951) è un politico britannico.
È stato Primo ministro del Regno Unito dal 27 giugno 2007 all'11 maggio 2010, nonché ex capo del Partito Laburista. Succedette a Tony Blair, al termine di un «processo di successione» che lo aveva visto, prima, assumere la carica di capo del partito. L'11 maggio 2010 si è dimesso da Primo Ministro e da leader del Partito Laburista, in seguito ai risultati delle elezioni generali del 2010.
Entrato a far parte del Partito Laburista nel 1969, brillante studente, ha conseguito il dottorato in storia presso l'Università di Edimburgo tredici anni dopo. Dopo un fallimento nelle elezioni generali del 1979 e una breve carriera come giornalista e accademico, è stato eletto deputato alle elezioni generali del 1983 per il collegio elettorale di Dunfermline East, appena creato. Sedette alla Camera dei comuni per più di trent'anni ed assunse le due cariche principali delle grandi cariche di Stato, prima come Cancelliere dello Scacchiere dal 1997 al 2007, poi come Primo ministro fino al 2010. Il suo mandato come Cancelliere è stato caratterizzato da un periodo eccezionale di crescita economica e stabilità, ma anche dall'indipendenza della Banca d'Inghilterra e dalla sua rivalità con Tony Blair, in particolare dopo le elezioni generali del 2001.
Sotto il suo governo, il Regno Unito ha conosciuto notevoli difficoltà economiche dopo il quasi fallimento della banca Northern Rock. Quattro banche sono state così nazionalizzate, mentre il Paese è entrato in recessione nel secondo trimestre del 2008. Viene varato un piano di salvataggio delle banche per salvare il sistema bancario, ma la crisi economica si intensifica dopo l'annuncio del fallimento di Lehman Brothers. In politica estera, il Regno Unito ritira le sue truppe dalla guerra in Iraq nel 2009. Il Partito Laburista ha perso le elezioni generali del 2010, costringendolo a dimettersi.
In qualità di Cancelliere dello Scacchiere del Regno Unito (1997-2007) solo Nicholas Vansittart rimase in carica più a lungo dal 1812 al 1823.
Non si è ricandidato nelle elezioni del 2015, dopo 32 anni a Westminster. Si è comunque attivamente impegnato nelle campagne referendarie sull'indipendenza della Scozia e per l'uscita del Regno Unito dall'Unione europea, in ambedue i casi sostenendo il no.

## Biografia

### Gioventù e vita privata
Nato a Glasgow, figlio di un membro della Chiesa di Scozia, Gordon Brown ha intrapreso i propri studi presso la Kirkcaldy High School. Nel periodo scolastico, durante una partita di rugby subì un incidente che gli causò il distacco della retina e, nonostante una serie di operazioni, è tuttora cieco dall'occhio sinistro. Ha studiato quindi storia all'Università di Edimburgo, ove ha ottenuto prima il First Class Honours e successivamente il dottorato di ricerca.
Prima di entrare al Parlamento britannico, Brown già godeva di una certa notorietà, essendo stato eletto Rettore dell'Università di Edimburgo e presidente dell'University Court quando era ancora studente, infine, curò il The Red Paper on Scotland. Brown tenne lezioni nell'Università e successivamente insegnò al Glasgow College of Technology prima di lavorare come giornalista presso la Scottish Television. Nel 1986, scrisse la biografia di James Maxton, esponente del Partito Laburista Indipendente.

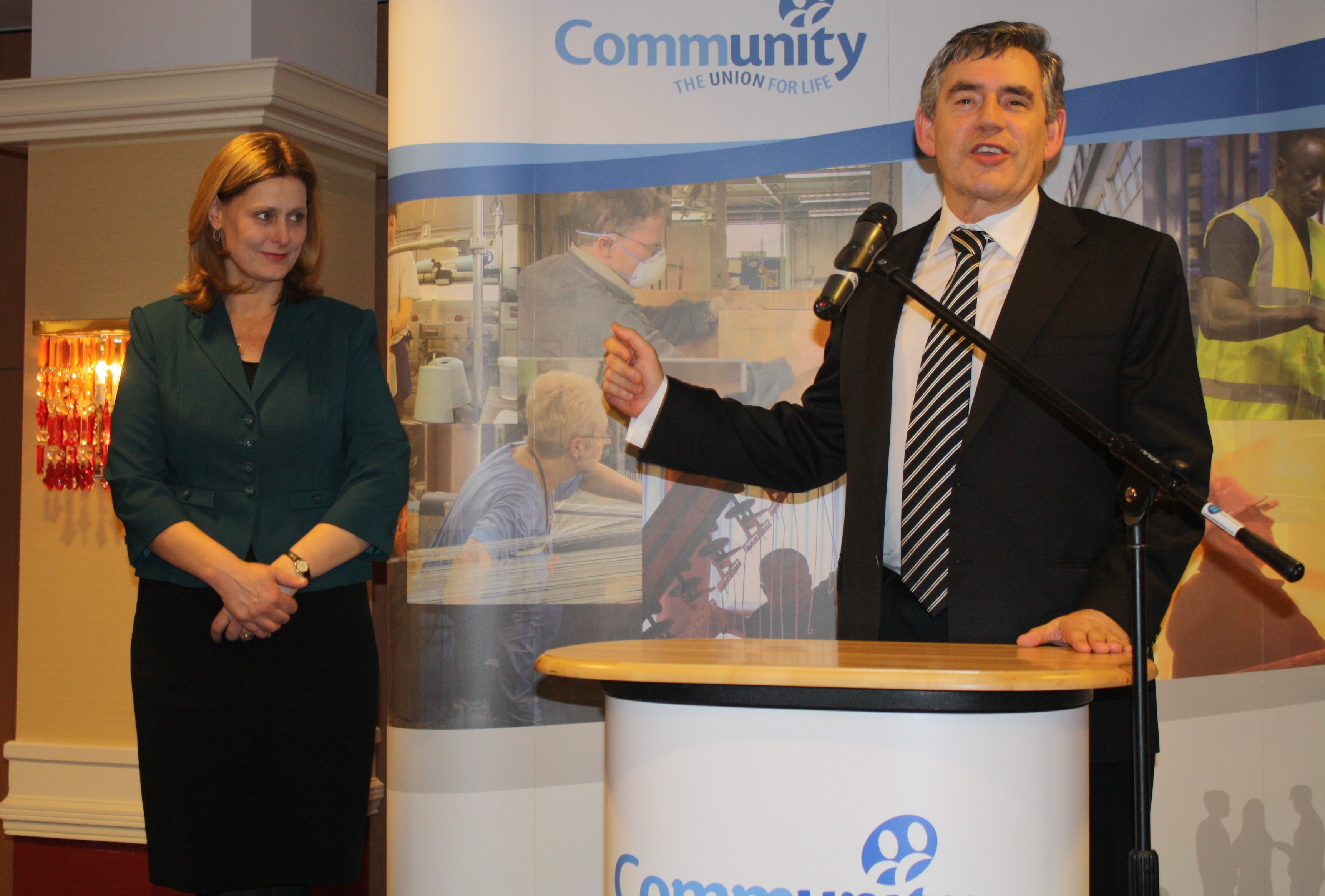
Sarah e Gordon Brown, 2009

Brown sposò Sarah Macaulay nella chiesa di North Queensferry, Fife, il 3 agosto 2000. La signora Brown è una manager nel campo delle pubbliche relazioni e fino al 2001 è stata Capo dell'Esecutivo della Hobsbawm Macaulay, l'agenzia di consulenza che possedeva con Julia Hobsbawm. I due hanno avuto, il 28 dicembre 2001, una figlia, Jennifer Jane, che, nata prematura, è mancata l'8 gennaio 2002. Il loro secondo figlio, John, è nato il 17 ottobre 2003. Il 17 luglio 2006 è nato il terzo figlio, chiamato James Fraser, al quale però verrà diagnosticata la fibrosi cistica, nel novembre dello stesso anno.
Brown è un tifoso dei Raith Rovers, una squadra che ha amato sin dalla gioventù. Attualmente sta guidando un consorzio di investitori per salvare il proprio club calcistico favorito e ha convinto i Coldplay a inscenare un concerto benefico nel loro stadio, Stark's Park, nel 2006.

### Prima carriera parlamentare
Brown venne eletto in parlamento come esponente Laburista per la regione di Dunfermline East nel 1983, diventando portavoce dell'opposizione per il Commercio e l'Industria nel 1985, poi Capo della Segreteria del Tesoro del gabinetto ombra, una carica dell'opposizione incaricata di controllare l'operato della propria controparte ufficiale. In seguito è stato Segretario di Stato per il Commercio e l'Industria, e infine Cancelliere nel 1992, entrambe le cariche sempre per il gabinetto ombra.
Dopo la morte improvvisa di John Smith, Brown venne additato come potenziale leader del partito, ma si fece indietro e lasciò la carica a Tony Blair. A lungo si è ventilata l'ipotesi di un patto tra i due stipulato al ristorante Granita di Islington, con cui Blair promise di dare a Brown il completo controllo della politica economica in cambio della non intromissione nelle elezioni, e che in seguito Blair si sarebbe ritirato lasciando a Brown la carica di Primo Ministro. Qualunque sia la verità, la relazione tra Blair e Brown è stata fondamentale per le fortune del Partito Laburista inglese e in pubblico sono sempre rimasti in buoni rapporti nonostante si parli di numerosi dissidi privati.

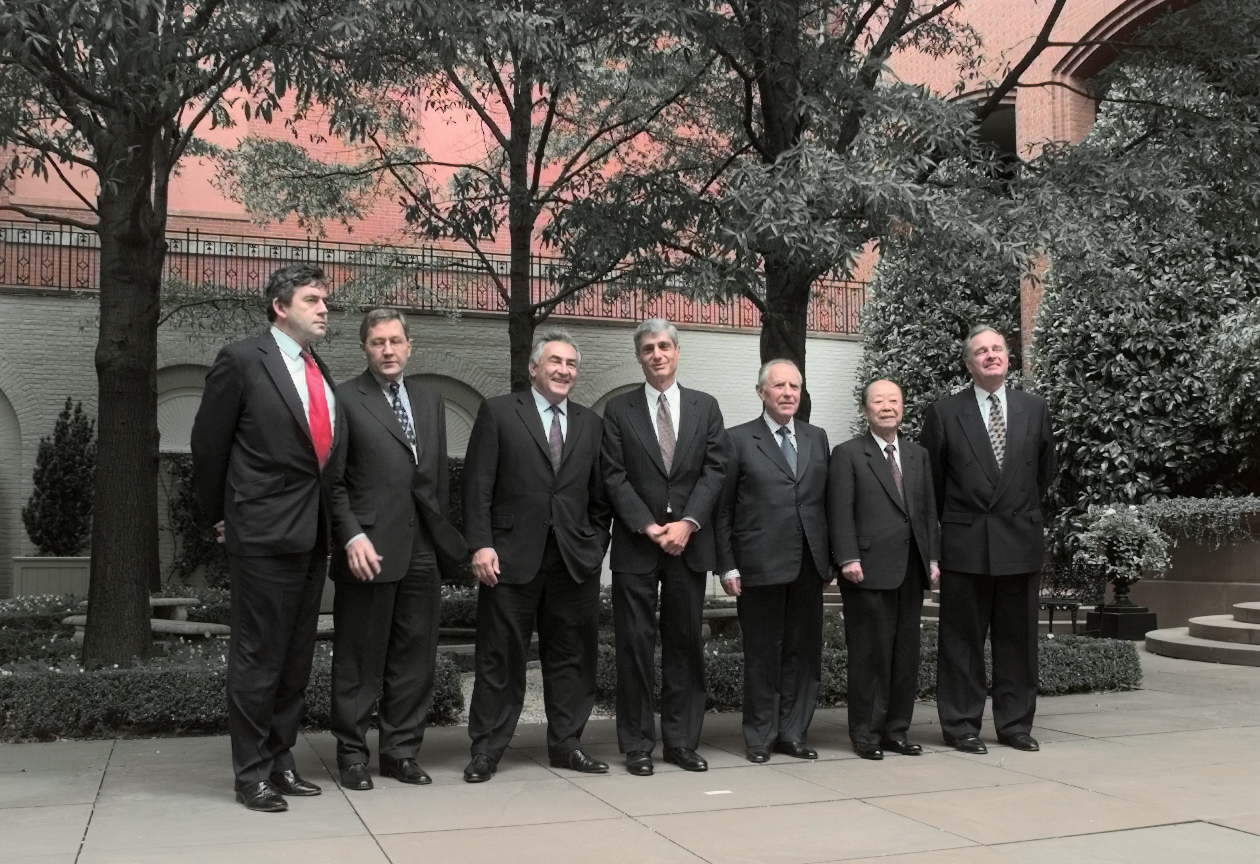
Brown insieme agli altri ministri delle finanze del G7 alla Blair House (Washington D.C.), 3 ottobre 1998.

Come Cancelliere per il gabinetto ombra, Brown lavorò duramente per imporre un'immagine di competenza fiscale e per rassicurare la classe media che i Laburisti avrebbero potuto essere in grado di dirigere l'economia senza gonfiare l'inflazione. «Prudenza» divenne la frase tipica di Brown ed egli coltivò un'aria dimessa e seria, nonostante sia descritto dai suoi amici e conoscenti come un uomo di spirito e romantico. Brown spinse anche i Laburisti a seguire i piani di spesa dei Conservatori per i primi due anni di governo, in segno di continuità.
Quando acquisì la carica di Cancelliere (equivalente al Ministero dell'Economia in Italia), Brown, a sorpresa, diede alla Banca d'Inghilterra l'indipendenza economica di condurre la politica monetaria e quindi la responsabilità di decidere i tassi di interesse. L'iniziativa avvenne su pressione di Blair, privando il Governo e il Cancelliere del potere di decidere in piena autonomia la politica economica. La concessione del controllo sulla leva dell'emissione monetaria alla banca centrale, è stato uno dei primi provvedimenti del governo Blair.
Dal punto di vista fiscale, si è dimostrato un personaggio insolitamente influente sui dettagli dei piani di spesa del governo. La politica elettorale Laburista di non alzare le tasse per redditi medi e alti si venne a scontrare con la sua decisione di allineare l'«assicurazione nazionale» (una tassa per sostenere il sistema sociale nazionale) con il livello di tassazione e quindi di alzare il contributo dell'assicurazione di un punto percentuale, colpendo così tutti i tipi di reddito con l'eccezione delle rendite e delle pensioni. Questa azione, con l'aumento delle rendite fiscali, gli ha portato l'accusa di aver imposto delle «tasse fantasma».
È ampiamente considerato uno tra i meno entusiasti sostenitori dell'Euro nel governo Blair e pare che abbia avuto scontri con altri membri del Gabinetto più eurofili, come Peter Hain e Jack Straw.
Il periodo in cui Brown ha ricoperto la carica di Cancelliere dello Scacchiere ha segnato diversi record. È stato il Cancelliere dello Scacchiere con il periodo in carica più lungo (davanti a Nigel Lawson, Cancelliere per 5 anni e 4 mesi dall'11 giugno 1983 al 26 ottobre 1989). Il 15 giugno 2004, divenne il Cancelliere con il più lungo periodo di servizio continuativo dal Reform Act 1832, sorpassando i 7 anni e 43 giorni di David Lloyd George (1908-1915). Però William Gladstone fu cancelliere per un totale di 12 anni e 4 mesi tra il 1852 e il 1882 (seppur non continuativamente). È stato più volte affermato che il suo Cancellierato ha visto il più lungo periodo di crescita economica del Regno Unito.

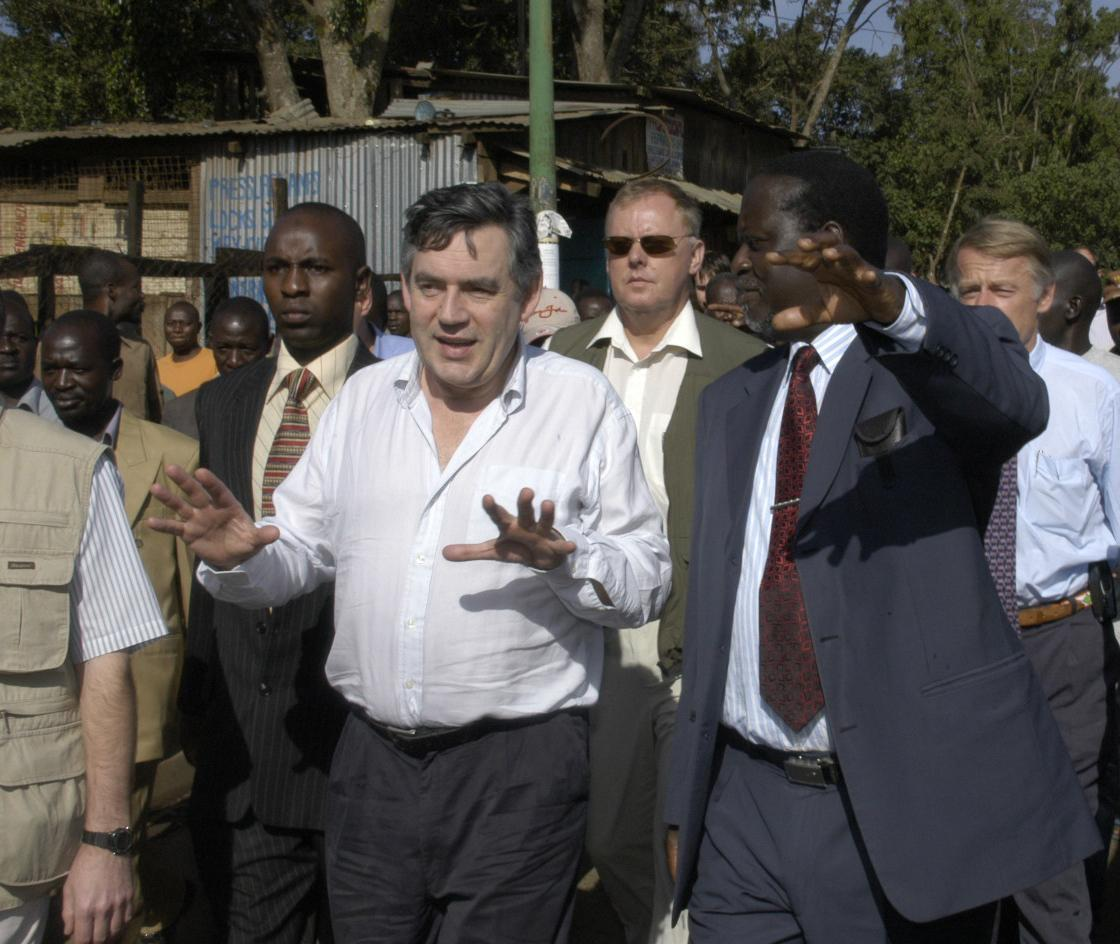
Gordon Brown in qualità di Cancelliere dello Scacchiere in visita a Nairobi nel 2005

Nel maggio 2004, un sondaggio ha suggerito che i Laburisti avrebbero vinto la maggioranza parlamentare nelle successive elezioni solo se si fosse candidato Gordon Brown invece di Tony Blair. Nello stesso mese John Prescott e Brown parteciparono ad una cerimonia in Scozia per commemorare John Smith e furono fotografati in auto insieme. Si disse che Blair e Prescott avessero stipulato un accordo e Prescott disse che «le cose si stanno smuovendo», ma nell'ottobre 2004 Tony Blair annunciò la sua intenzione di candidarsi per un terzo mandato. L'abbandono di David Blunkett, nel dicembre 2004, danneggiò uno dei maggiori sfidanti di Brown nella prossima gara per la leadership e riaccese le speculazioni sulla successione. Brown, per un certo periodo, ha promosso la causa della riduzione del debito estero del terzo mondo e in seguito allo tsunami in Asia questa mossa gli ha guadagnato molta popolarità. La controversia politica sulla relazione tra Brown e Blair in vista delle Elezioni del 2005 continuò fino al gennaio di quell'anno. I due temporaneamente apparvero riappacificati e pronti a vincere le elezioni, comparendo insieme sui palchi dei comizi. Il Partito Laburista produsse anche una trasmissione mostrando i due nell'atto di discutere di politica e scherzando sulla loro relazione "turbolenta". Continue segnalazioni di disaccordi però continuarono ad apparire sui media inglesi.

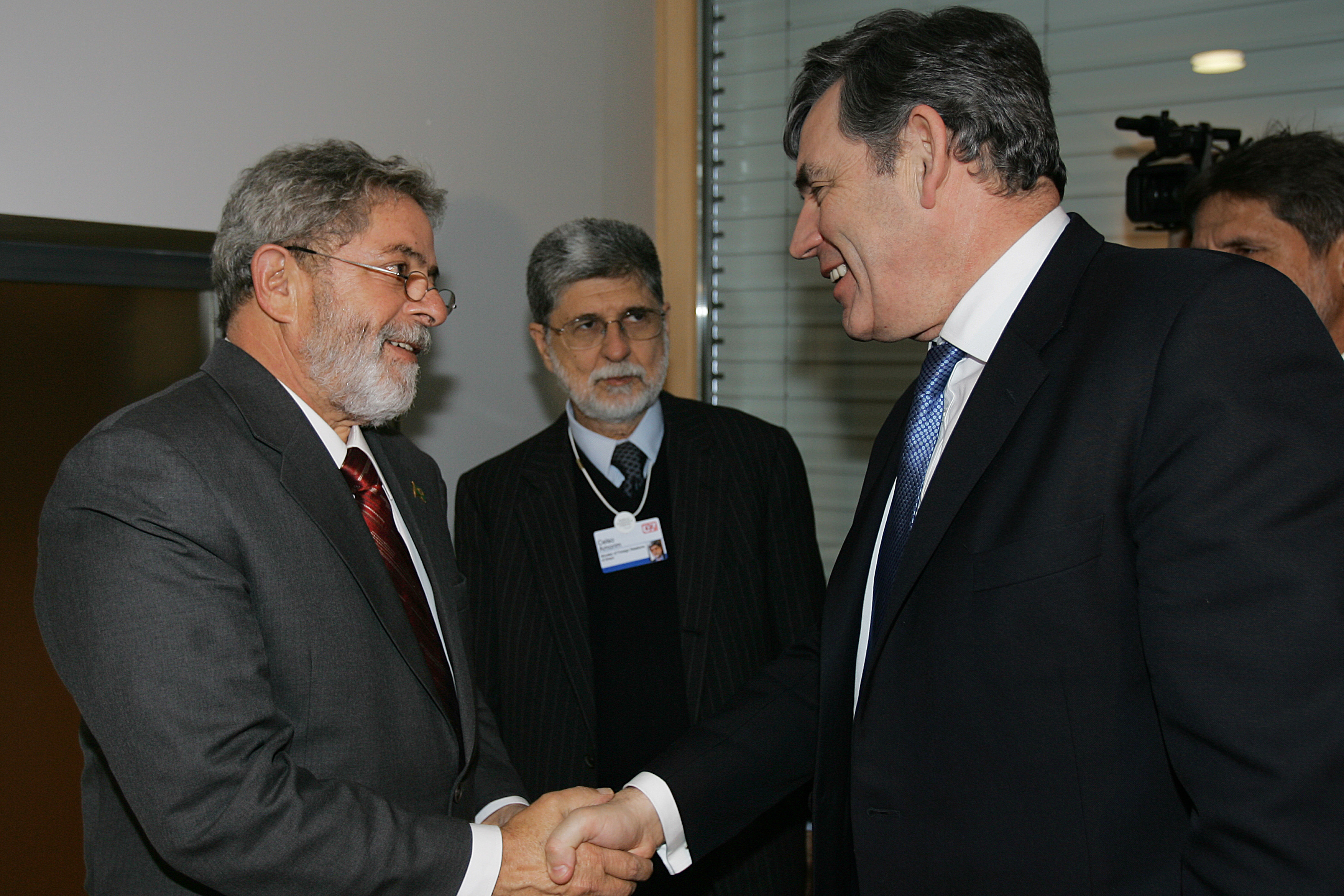
Gordon Brown con il presidente brasiliano Lula da Silva al Forum economico mondiale del 2007 a Davos

L'11 aprile 2005 Brown venne inserito nella lista annuale del Time delle "100 persone più influenti del 2005". Tony Blair non compariva, nonostante il ruolo nominalmente più importante. Questo potrebbe essere attribuito al fatto che nell'opinione pubblica Brown non aveva rivali per la successiva elezione a Primo Ministro.
La possibilità che il candidato Conservatore David Cameron, di quindici anni più giovane di Brown, potesse essere un oppositore pericoloso, mise in pericolo le ambizioni di Brown a diventare capo dal partito laburista guidandolo alla vittoria.

### La guida del Partito Laburista

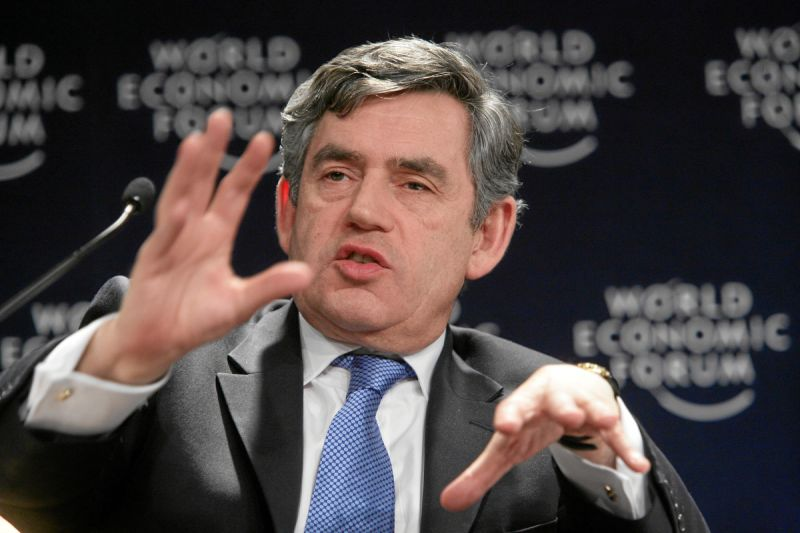
Gordon Brown al Forum economico mondiale nel 2007

Nel suo discorso di dimissioni del 10 maggio, Tony Blair affermò che si sarebbe dimesso da Primo Ministro il 27 giugno. Brown annunciò formalmente l'11 maggio 2007 la sua candidatura a capo del partito laburista. Brown lanciò la sua campagna su internet lo stesso giorno, con lo slogan Gordon Brown for Britain ("Gordon Brown per la Gran Bretagna"). Il mercoledì successivo al suo annuncio era già chiaro che nessun altro candidato avrebbe ottenuto i voti sufficienti a poter battere Brown, che diventò formalmente leader alla speciale Conference tenutasi a Manchester il 24 giugno 2007.
La sua prima Conference laburista da leader e da premier è quella svoltasi a Bournemouth nel settembre 2007 dove ha illustrato il programma del suo governo.

### Primo ministro

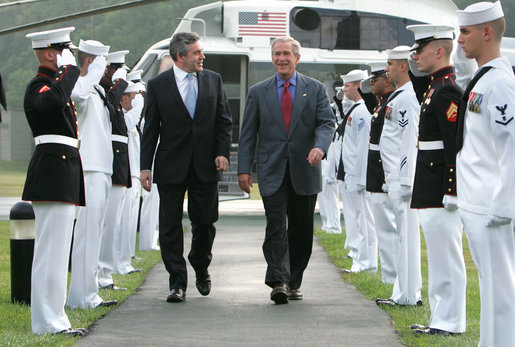
George Bush e il Primo ministro Brown nel 2007.

Con le dimissioni di Tony Blair, il 27 giugno 2007, Gordon Brown ha cessato di ricoprire la carica di Cancelliere dello Scacchiere e ha assunto quella di Primo ministro lo stesso giorno, dopo essere stato ufficialmente nominato dalla Regina Elisabetta II. Come tutti i Primi Ministri, Brown è stato Primo Lord del Tesoro e, pertanto, membro del Consiglio Privato. Ha ricoperto anche la carica di leader del Partito Laburista e di Membro del Parlamento per il collegio di Kirkcaldy and Cowdenbeath.
Alle elezioni generali del 2010, le prime affrontate in qualità di Primo Ministro uscente in cerca di riconferma, il suo partito ha ottenuto il 29% dei consensi, preceduto dal 36,1% dei conservatori e seguito dal 23% dei Liberal Democratici. Nessun partito ha raggiunto la maggioranza assoluta dei seggi, pertanto sono iniziate subito dopo il voto le consultazioni tra i leader dei maggiori partiti, per la formazione di un governo di coalizione. Brown ha inizialmente annunciato che si sarebbe dimesso da Primo Ministro in autunno, dopo che il congresso laburista avesse eletto il suo successore; le dimissioni sono invece state anticipate all'11 maggio 2010, a seguito dell'accordo di coalizione tra conservatori e liberal-democratici.

#### La politica estera

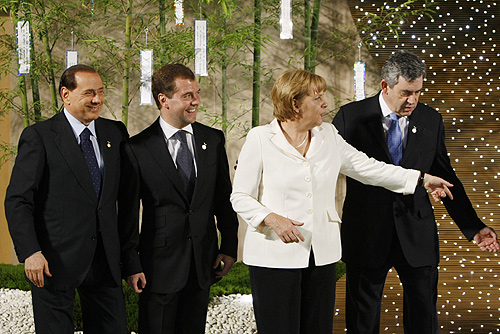
Silvio Berlusconi, Dimitry Medvedev, Angela Merkel e Gordon Brown al 34° G8 del 2008 a Tōyako in Giappone

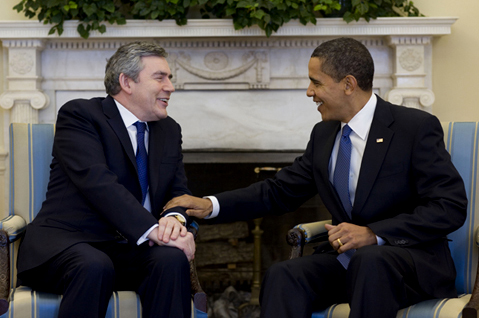
Gordon Brown ed il Presidente Barack Obama in un incontro alla Casa Bianca

Brown si impegnò nella guerra in Iraq, ma in un discorso del giugno 2007 disse che avrebbe "imparato la lezione" dagli errori commessi in Iraq. In una lettera pubblicata il 17 marzo 2008 scrisse che il Regno Unito avrebbe avviato un'inchiesta sulla guerra irachena. Egli è anche membro della lobby "Friends of Israel".
Brown ha impiegato molto tempo per identificarsi con coloro che hanno perso dei familiari nei conflitti dell'Iraq e dell'Afghanistan. Ha spesso affermato «La guerra è tragica», con riferimento alla dichiarazione memorabile di Tony Blair, «La guerra è orribile». Ciononostante, nel novembre 2007, Brown fu accusato da alcune figure militari superiori di non aver aderito al Military Covenant, una convenzione della politica inglese che assicura adeguate garanzie, ricompense e indennizzi per il personale militare che rischia la propria vita nell'obbedienza agli ordini della politica di governo. Brown non presenziò alla cerimonia d'apertura delle Olimpiadi del 2008, tenutasi l'8 agosto 2008 a Pechino, assisté invece alla cerimonia di chiusura del 24 agosto 2008. Brown subì forti pressioni dagli attivisti per i diritti umani perché inviasse alla Cina un messaggio sulla questione dei movimenti di protesta in Tibet del 2008. La sua mancata partecipazione alla cerimonia d'apertura non fu un atto di protesta ma una decisione maturata con diverse settimane di anticipo e non intesa come una presa di posizione. In un discorso del giugno 2007, Brown chiarì personalmente la sua posizione rispetto alle relazioni tra Regno Unito ed USA:
Brown e il Partito Laburista s'impegnarono a consentire un referendum sul trattato di Lisbona sull'Unione europea. Il mattino del 13 settembre 2007, il ministro degli Esteri David Miliband partecipò, al posto del primo ministro, alla cerimonia per la firma ufficiale della riforma del trattato dell'Unione europea a Lisbona. Gli oppositori di Brown in entrambe le camere del Parlamento, e attraverso la stampa, affermarono che la ratifica del Parlamento non fosse sufficiente e che si dovesse tenere un referendum. Il manifesto dei Laburisti del 2005 s'impegnava ad indire un referendum sulla versione originale della Costituzione dell'Unione europea. Brown sosteneva che il Trattato divergesse in modo significativo dalla Costituzione e in quanto tale non richiedesse un referendum. Egli rispose programmando un lungo dibattito sulla questione e affermò che considerava tale documento troppo complesso per essere deciso da un referendum.

### Valutazione del mandato di Brown come Primo ministro

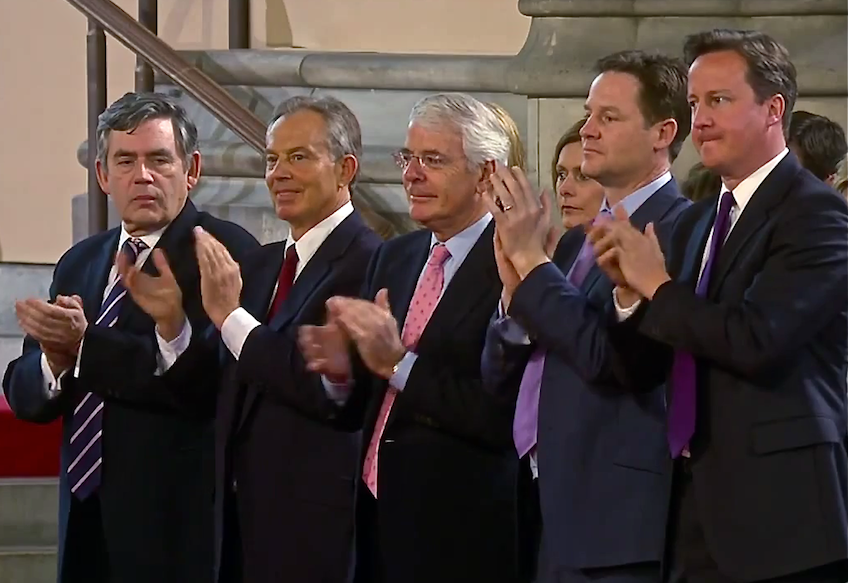
Brown con gli ex primi ministri Tony Blair, John Major e il vice primo ministro Nick Clegg e il primo ministro David Cameron (2011).

È stata emessa un'ampia varietà di giudizi su Brown come primo ministro. I suoi seguaci hanno dipinto il quadro di un leader brillante e stimolante che ha difeso gli interessi del Regno Unito e ha contribuito a stabilizzare l'economia globale nella crisi bancaria e finanziaria dal 2007 in poi. I critici lo hanno descritto come inaccessibile, sospettoso e autoritario. I conflitti interni al partito, specialmente con Tony Blair, e gli intrighi hanno rafforzato questa impressione. Osservatori politici come Robert Harris e Christopher Hitchens paragonarono lo stile politico di Brown a quello di Richard Nixon. Brown è talvolta descritto come un cosiddetto primo ministro «di coda», il cui mandato è poco più che un epilogo del decennio di Blair come primo ministro.

### Dopo le elezioni politiche del 2010

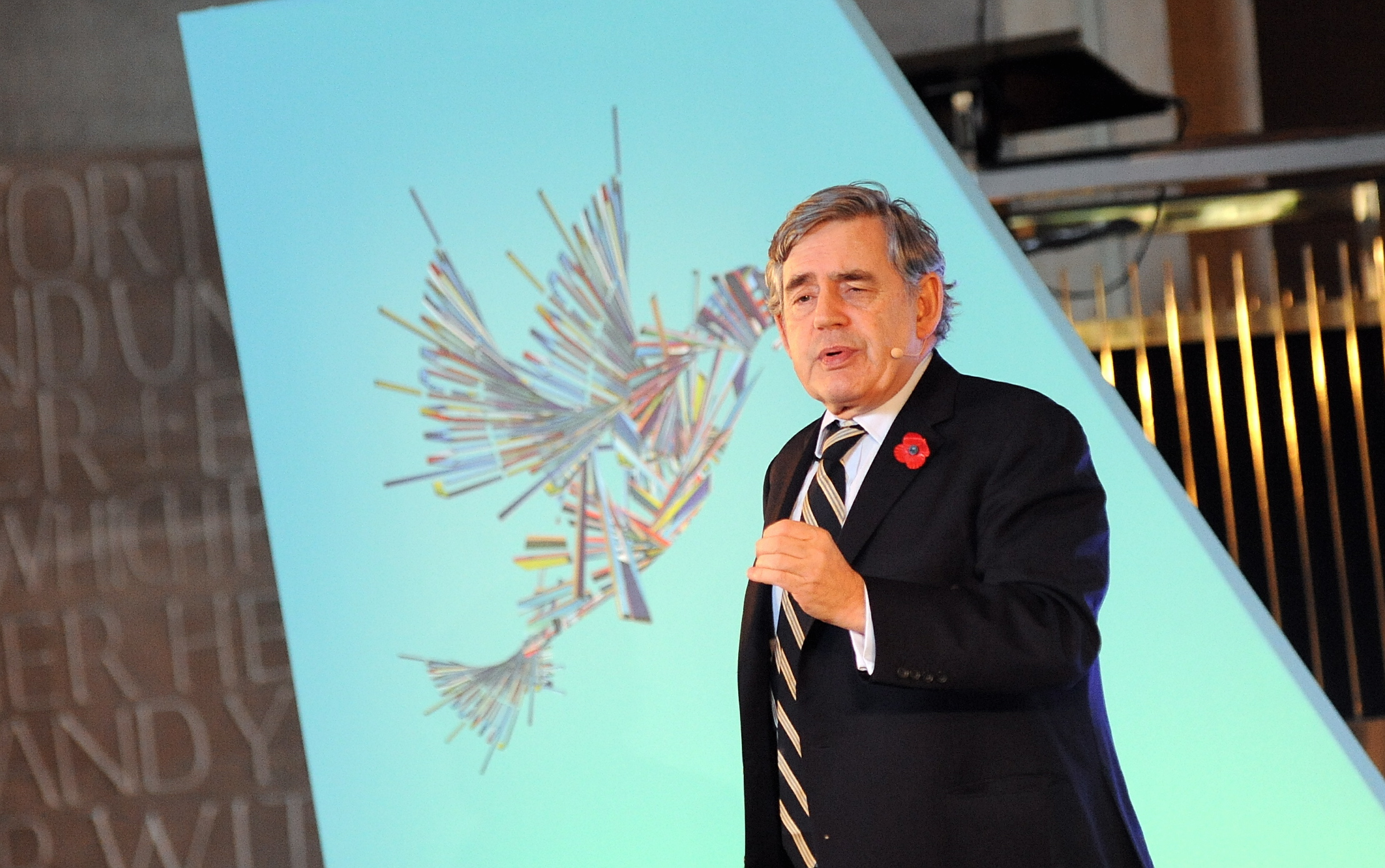
Gordon Brown parla al RISING Global Peace Forum, 2015.

Brown ha trascorso gli anni successivi come backbencher. Il 1º dicembre 2014 ha annunciato il suo ritiro dalla politica e ha dichiarato che non voleva candidarsi di nuovo alle elezioni generali del 2015.. Nel suo collegio elettorale, Kirkcaldy and Cowdenbeath, Kenny Selbie ha corso per il Partito Laburista. Tuttavia, non ha potuto prevalere sul candidato SNP Roger Mullin.
Oltre a servire come inviato speciale delle Nazioni Unite per l'istruzione globale, Gordon Brown è presidente dell'Infrastructure Global Strategic Initiative del Forum economico mondiale e Distinguished Global Leader in Residence presso l'Università di New York.
Nel dicembre 2022, il leader laburista Keir Starmer e Brown hanno presentato un radicale piano di riforme che, in caso di vittoria elettorale laburista, prevede la soppressione della Camera dei Lord composta soprattutto dai Pari del Regno Unito e la sua sostituzione con un'assemblea democraticamente eletta per rappresentare le regioni del paese, introducendo quindi come conseguenza anche il regionalismo sul modello di altri paesi del continente europeo, oltre a rinegoziare i poteri e le autonomie delle nazioni costitutive.

## Opere
- (1989) Where There's Greed: Margaret Thatcher and the Betrayal of Britain's Future. Mainstream Publishing. ISBN 1-85158-228-2.
- Brown Gordon (ed.); Cook, Robin (ed.) (1987). Scotland: The Real Divide - Poverty and Deprivation in Scotland. Mainstream Publishing. ISBN 0-906391-18-0.
- (1986) Maxton: A Biography. Mainstream Publishing. ISBN 1-85158-042-5
- (2007) Courage: Eight Portraits. Bloomsbury Publishing. ISBN 978-0-7475-6532-1.
- (2011) Oltre il crollo. Come superare la crisi della globalizzazione, Rizzoli-Etas, ISBN 978-88-17-05178-1

### Biografie
- Peston, Robert (2005). Brown's Britain: How Gordon Runs the Show. Short Books. ISBN 1-904095-67-4.
- Bower, Tom (2003). Gordon Brown. HarperCollins. ISBN 000717540X.
- Keegan, William (2003). The Prudence of Mr Gordon Brown. John Wiley. ISBN 0-470-84697-6.
- Naughtie, James (2001). The Rivals: The Intimate Story of a Political Marriage. Fourth Estate. ISBN 1-84115-473-3.
- Routledge, Paul (1998). Gordon Brown: The Biography. Simon & Schuster. ISBN 0-684-81954-6.